# Karta Wenecka
Karta Wenecka (pełna nazwa: Międzynarodowa Karta Konserwacji i Restauracji Zabytków i Miejsc Zabytkowych) – międzynarodowa konwencja określająca zasady konserwacji i restauracji zabytków architektury. Przyjęta została w 1964 przez II Międzynarodowy Kongres Architektów i Techników Zabytków w Wenecji. Karta Wenecka kontynuuje i precyzuje zasady ochrony zabytków zawarte w Karcie Ateńskiej. Ze strony polskiej Kartę podpisał prof. Jan Zachwatowicz.

## Historia i idee
Razem z rosnącą świadomością wartości zabytkowych budynków, w dwudziestowiecznej Europie powstała potrzeba zorganizowania grupy specjalistów zajmujących się konserwacją architektury, a również skodyfikowania podstawowych zasad dotyczących prac projektowych związanych z zabytkami. W celu ustalenia tych zasad, w 1931 roku zwołana została Konferencja Ateńska, na której spisano zasady znane jako Karta Ateńska. 

### I Międzynarodowy Kongres
W roku 1957 konserwatorzy architektury zebrali się w Paryżu na I Międzynarodowym Kongresie Architektów i Techników Zabytków. Ustalono wówczas, że sama strategia tworzenia rejestrów zabytków nie jest wystarczająca - należy również zadbać o ochronę otoczenia zabytku oraz o utrwalenie jego kulturalnego znaczenia. W czasie I Kongresu ustalono, że:
- kraje, które nie posiadają centralnego rejestru zabytków oraz państwowych instytucji konserwatorskich, powinny je powołać,
- powinno się założyć stałą międzynarodową instytucję zajmująca się konserwacją zabytków,
- należy wprowadzić program profesjonalnych szkoleń dla wykonawców zajmujących się pracami przy zabytkach,
- należy przeprowadzić badania na temat problemu zawilgocenia zabytkowych budowli,
- w kwestii odnawiania zabytków powinno się zawiązać współpracę ze współczesnymi artystami,
- prace i studia konserwatorskie powinny odbywać się we współpracy z archeologami,
- architekci i planiści powinni zadbać o włączenie zabytków w strukturę współczesnych miast.

### II Międzynarodowy Kongres
Kolejna konferencja, znana jako II Międzynarodowy Kongres Architektów i Techników Zabytków w Wenecji, odbył się w 1964 roku. W trakcie kongresu przyjęto dwa dokumenty, w pierwszym z nich, nazwanym Kartą Wenecką, ustalono pięć podstawowych zasad i pojęć dotyczących konserwacji:
- Definicja budynku zabytkowego została rozszerzona o grupy i zespoły budowli.
- Konserwacja zabytków jest konieczna dla zachowania trwałości budowli, ale w jej trakcie nie należy zmieniać układu przestrzennego budynku ani jego wystroju. Chronić powinno się również otoczenie zabytku. Nie powinno się przenosić ani usuwać żadnych elementów zabytku, chyba że jest to konieczne dla jego ratowania.
- Restauracja powinna być podejmowana tylko w razie konieczności. Nie powinno się przeprowadzać rekonstrukcji zabytku - należy uszanować oryginalną substancję konstrukcji oraz materiały. Wszystkie nowo dodane elementy zabytkowego budynku powinny być rozróżnialne od oryginalnych. Tam, gdzie niemożliwe jest zastosowanie technologii tradycyjnych, dopuszczalne jest zastosowanie sprawdzonych technologii nowoczesnych. Fragmenty budowli pochodzące z wszystkich etapów powstawania powinny być chronione. Niedopuszczalne jest umieszczanie wiernych kopii elementów budynku w miejsce oryginalnych.
- Prace archeologiczne mogą być wykonywane wyłącznie przez specjalistów. Wykonując prace archeologiczne nie należy modyfikować zabytkowego budynku w celach ukazania dawniejszych warstw archeologicznych.
- W trakcie każdych prac konserwatorskich należy wykonywać dokumentację konserwatorską i projektową, którą należy udostępnić w publicznych archiwach.

Karta Wenecka pozostaje do dziś zbiorem podstawowych wytycznych przy pracach nad budynkami o wartości historycznej. Jej założenia były w późniejszych latach rozszerzane i adaptowane do współczesnych problemów, jednak podstawowe założenia, takie jak ochrona oryginalnej substancji i otoczenia budynku, pozostają priorytetem wszelkich prac konserwatorskich. W trakcie II Kongresu powołano też Międzynarodową Radę Ochrony Zabytków i Miejsc Historycznych (ICOMOS).

## Sygnatariusze Karty
- Piero Gazzola (Włochy), przewodniczący
- Raymond Lemaire (Belgia), sekretarz
- Jose Bassegoda-Nonell (Hiszpania)
- Luis Benavente (Portugalia)
- Djurdje Boskovic (Jugosławia)
- Hiroshi Daifuku (UNESCO)
- P.L de Vrieze (Holandia)
- Harald Langberg (Dania)
- Mario Matteucci (Włochy)
- Jean Merlet (Francja)
- Carlos Flores Marini (Meksyk)
- Roberto Pane (Włochy)
- S.C.J. Pavel (Czechosłowacja)
- Paul Philippot (ICCROM)
- Victor Pimentel (Peru)
- Harold Plenderleith (ICCROM)
- Deoclecio Redig de Campos (Watykan)
- Jean Sonnier (Francja)
- Francois Sorlin (Francja)
- Eustathios Stikas (Grecja)
- Mrs. Gertrud Tripp (Austria)
- Jan Zachwatowicz (Polska)
- Mustafa S. Zbiss (Tunezja)